# Jardim de Cactus (2009)
Jardim de Cactus é o segundo trabalho solo do guitarrista Dado Villa-Lobos, ex-membro da Legião Urbana. O álbum foi lançado em 2009, reunindo material composto e gravado por Dado entre 2000 e 2004.
O álbum conta com a participação de Paula Toller, Thalma de Freitas e Humberto Effe, além de Chico Buarque, que recita um trecho da canção Natureza.

## Faixas
1. Dois Ouvidos
2. Jardim de Cactus
3. Diamante
4. Dias
5. Cores em Mim
6. Como te Gusta?
7. Laufunk
8. Tropeço
9. Quase Nada
10. Luz e Mistério
11. Faveloura & Lov
12. Natureza
13. Nos Lençóis
14. Tristesse